# Joseph Barber
Pour les articles homonymes, voir Barber.
Joseph Barber, né en 1757 à Newcastle upon Tyne et mort en 1811, est un peintre paysagiste britannique.

## Biographie
Joseph Barber, né en 1757 à Newcastle upon Tyne, est l'un des six enfants de Joseph Barber et de son épouse Eleanor.
Il s'installe à Birmingham, où, après plusieurs années de difficultés, réussit à fonder une école de dessin.
L'école est fréquentée par des artistes tels que David Cox et ses propres fils Joseph, Vincent et Charles. Le musée de Birmingham conserve de lui le dessin Côté Ouest de la Cathédrale de Peterborough. Le Victoria and Albert Museum possède aussi une de ses œuvres.